# Dorsaf Hamdani
Dorsaf Hamdani (arabe : درصاف حمداني), née le 6 juin 1975, est une chanteuse et musicologue tunisienne.

## Biographie
Fille d’un violoniste, Hamdani rejoint le Conservatoire national de musique de Tunis en 1985, lui permettant de se produire avec différents orchestres de malouf tunisien.
En 1994, Hamdani obtient son baccalauréat et entame ses études supérieures, décrochant ainsi une maîtrise de musicologie en 1998. Pendant ses années d’études, elle participe à des tournées avec La Rachidia. Deux années plus tard, elle obtient à la Sorbonne un master de musique et musicologie.
En 2022, elle est nommée directrice de la huitième session des Journées musicales de Carthage. Elle enseigne par ailleurs le chant oriental à l'Institut international des musiques du monde à Aubagne.

## Prix
Parmi les principales distinctions de la chanteuse figurent le troisième prix du Festival de la chanson arabe 1995 tenu en Jordanie et le disque d’or du Festival de la chanson tunisienne en 1996.

## Spectacles
- 2006 : Ya Mewlana (mise en scène d'Elyes Baccar) ;
- 2011 : Ivresses avec Alireza Ghorbani[4] ;
- 2013 : Princesses du chant arabe au palais Abdellia de La Marsa[5].

## Discographie
- 2011 : Ivresses - Le sacre de Khayyam avec le multi-instrumentiste iranien Alireza Ghorbani[1] ;
- 2012 :
  - Princesses du chant arabe, reprises des titres des divas arabes : Oum Kalthoum, Fairuz et Asmahan[1] ;
  - Melos avec le percussionniste iranien Keyvan Chemirani (de)[1] ;
- 2013 : Barbara-Fairouz avec Daniel Mille à la direction musicale.

## Décorations
- Officier de l'ordre de la République (Tunisie, 13 août 2020)[6].